# Robert Sobukwe
Robert Sobukwe, född 5 december 1924, död 27 februari 1978, var en sydafrikansk jurist och politiker.

## Biografi
Sobukwe grundade 1959 den senare förbjudna organisationen Pan Africanist Congress i protest mot apartheidregimen. Han var internerad mellan 1960 och 1969 och förvisades därefter med begränsad husarrest till Kimberley.